# 雅伊爾·博索納羅
雅伊爾·梅西亚斯·博索納羅（葡萄牙語：Jair Messias Bolsonaro，葡萄牙語發音：[ʒaˈiʁ meˈsi.ɐz bowsoˈnaɾu]或[ʒaˈiɾ]；1955年3月21日—），巴西政治人物、前陸軍上尉、前巴西總統，自1991年起擔任里約熱內盧州的聯邦眾議員。他於2018年加入社會自由黨，并在2018年巴西總統選舉中當選為新一任巴西總統。博索納羅被外界稱為「巴西川普」或「熱帶川普」。他是巴西在1985年恢復文人統治後首位由直選產生的右翼總統。
2022年，博索纳罗在总统大选的第二轮投票中以微弱劣势不敌前总统卢拉，成为巴西1985年后首位寻求连任失败的总统。他本人并未正式承认落选，也未出席卢拉的就职典礼，且自卸任前夕前往美国。2023年1月，他的支持者袭击位于巴西利亚三权广场的巴西最高法院大楼、国会和普拉纳托宫，意图推翻选举结果，但他最终谴责了袭击并否认自身的责任。

## 生平

### 早年生活和军事生涯
1955年，博索納羅在聖保羅州的格利塞里乌出生，其有意大利和德國血統。1977年從軍事學院畢業後曾經在巴西軍隊服務。

### 政治生涯
1988年，他通過基督教民主黨在里約熱內盧當選市議員進入政界。在1990年的選舉中，他當選為同一黨派的聯邦眾議員。他連續7屆任職。多年來曾數次轉換政黨。2014年，他是在里約熱內盧獲得最多選票的聯邦眾議員，獲得464,000票。
他擔任聯邦眾議員28年以來，對左翼和勞工黨政府（2003－2016）的主張持強烈反對態度。他反對同性婚姻、墮胎、肯定性行动、毒品合法化、土地改革和世俗主义。他支持經濟自由主義政策。

## 2018年巴西總統選舉
博索納羅在2018年1月退出基督社會黨，改投社會自由黨。2018年7月，社會自由黨正式提名他參選在10月舉行的總統選舉。
2018年9月，他在競選活動中被一名疑似有精神問題的親左翼人士刺傷，一度失血4成。他在2018年10月7日舉行的2018年巴西總統選舉首輪投票中取得4成多選票。
博索納羅承認他喜歡美國總統唐納·川普，多項理念都緊跟特朗普，如對中國極有戒心，多次發表反對中國投資的言論，批評「中國人不是在巴西買東西，而是買下巴西。」他也在選戰中提出「巴西優先」以及「讓巴西再次偉大」。
在2018年10月28日的次輪投票中，博索納羅以55%過半得票擊敗勞工黨的費爾南多·阿達，當選巴西总统，成為巴西在1985年恢復文人統治後首位由直選產生的右翼總統。

## 總統任期

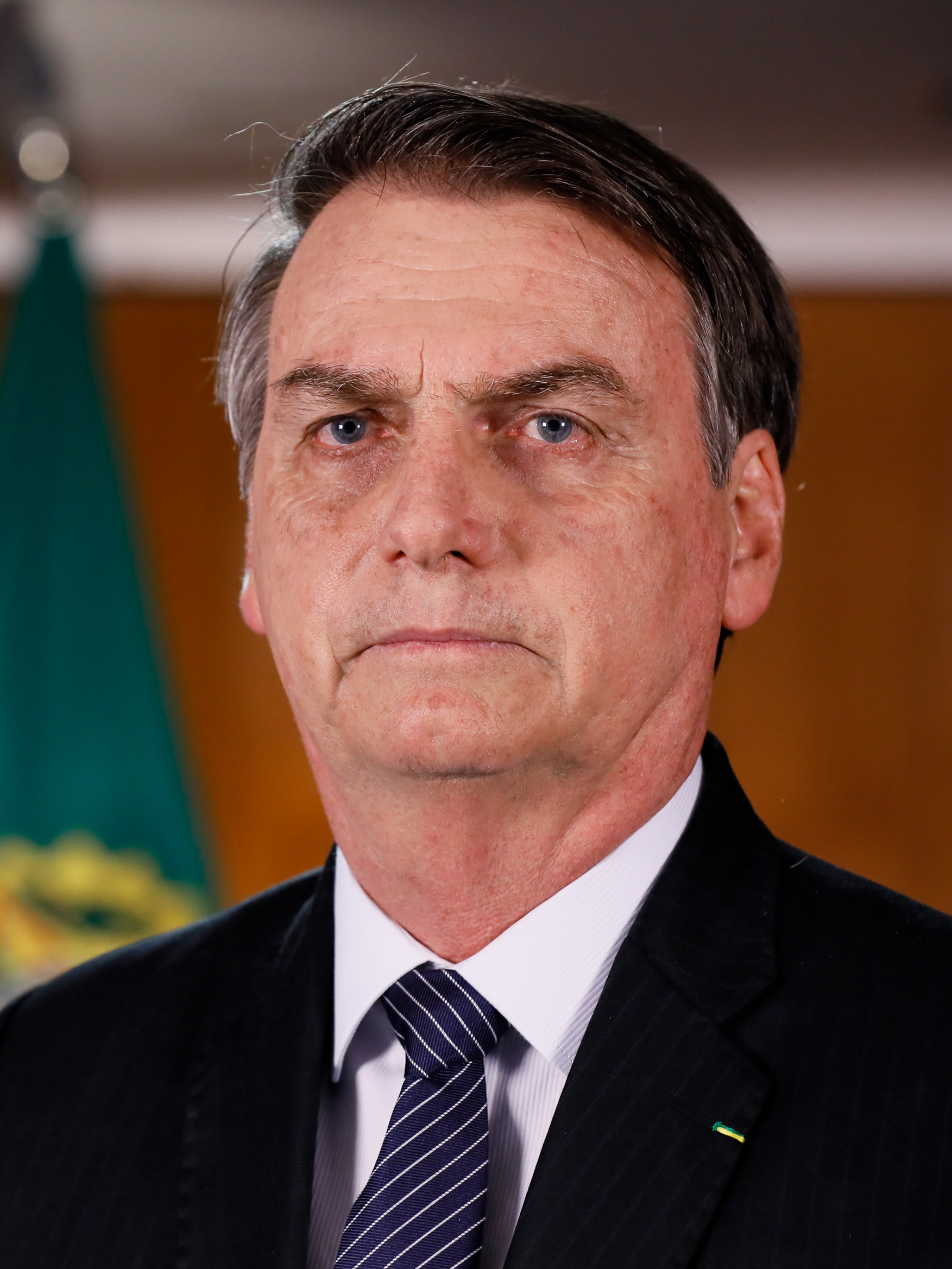
巴西聯邦共和國晨曦宮官方肖像照

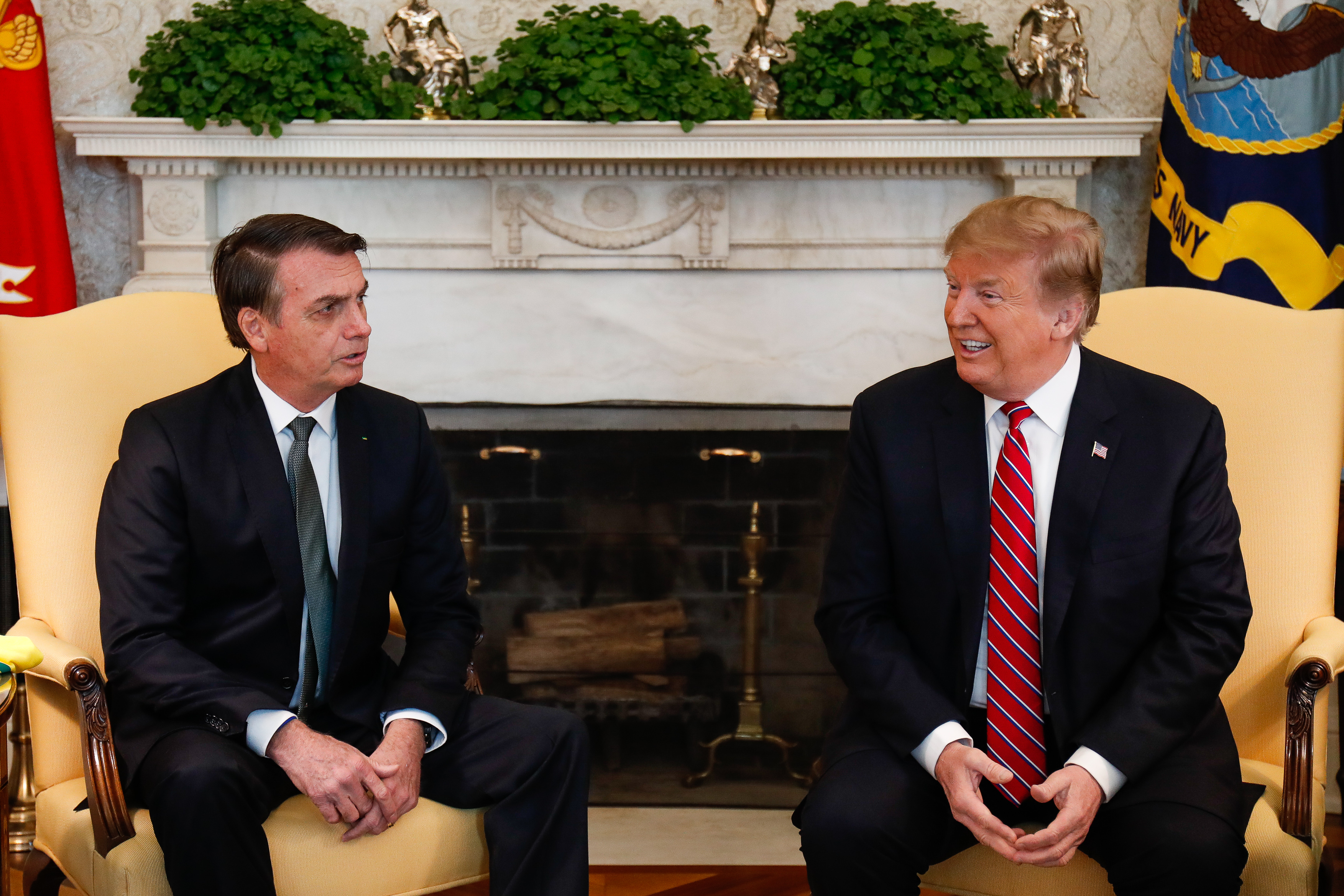
2019年3月19日博索納羅在椭圆形办公室与美国总统唐纳德·特朗普会面

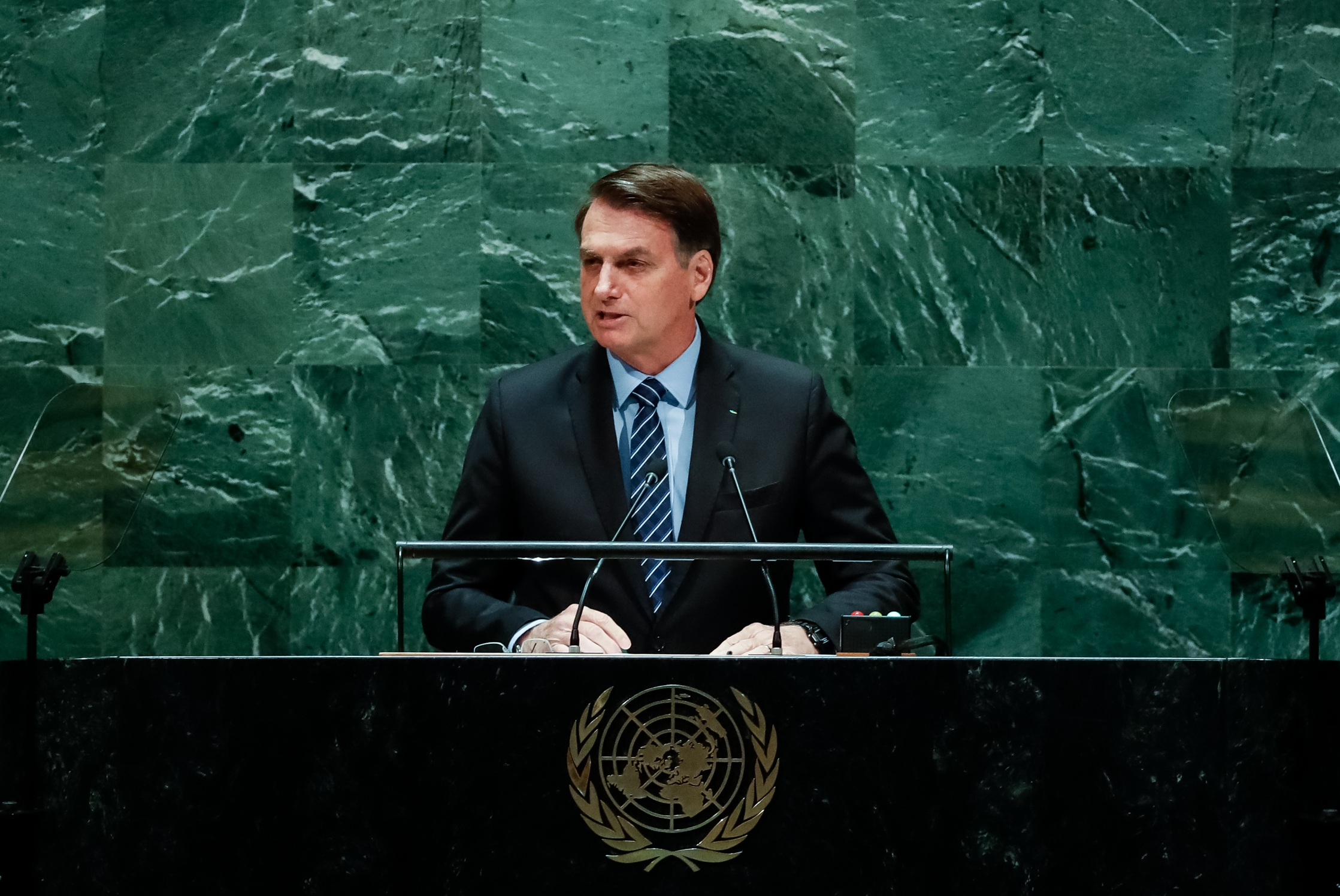
2019年9月24日博索納羅在联合国大会发表演讲

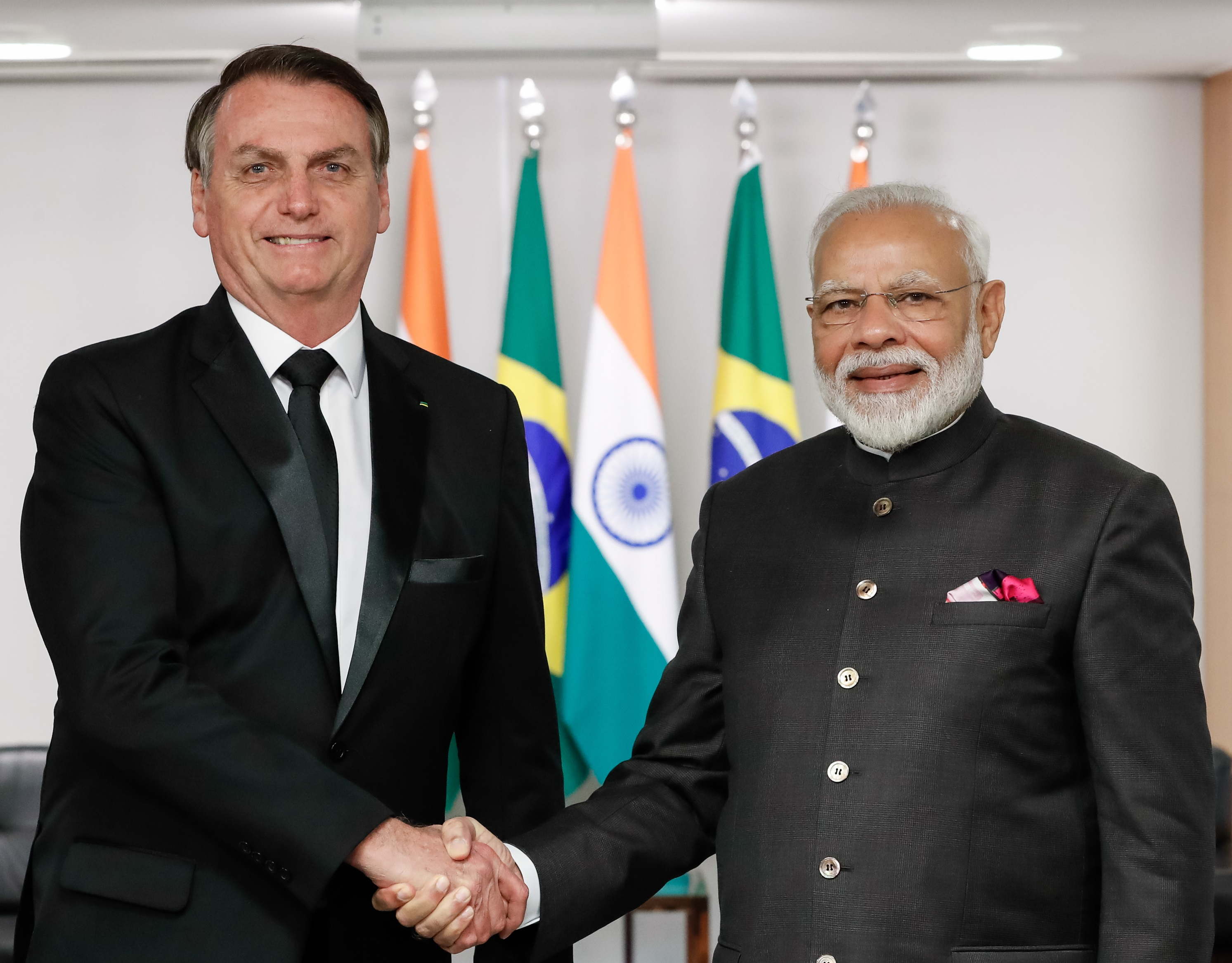
2019年11月13日博索納羅与印度总理纳伦德拉·莫迪会面

博索納羅於2019年1月1日接替米歇爾·特梅尔，正式宣誓成為共和國總統。在贏得總統職位之前，博索納羅開始了他的內閣組建，選擇了經濟學家保罗·盖德斯作為他的經濟部長和宇航員馬可斯·龐特斯作為他的科學和技術部長。
博索納羅上任後，支持伐木者砍伐亞馬遜雨林以增加耕地面積，導致亚马逊雨林加速缩小且雨林火災頻繁發生。在其上任首年，亞馬遜雨林火災數量即大幅增加，引起全球關注，博索納羅在國內外壓力下簽署命令，限制全國在60日內不得以焚燒林木的方式清理農地。
2019年5月8日，博索纳罗签署法令，放松对枪支管制。從博索纳罗上台执政至2022年6月，巴西拥有枪支许可的人数增加了474%。
2019年11月，博索納羅退出社會自由黨，另組新黨「巴西聯盟」並擔任黨主席。2021年1月，由於防範疫情不利，巴西里約熱內盧、聖保羅等城市發起反對示威。
2022年10月31日，博索纳罗在2022年巴西大选第二轮投票中败给前总统卢拉。
2022年12月31日，博索纳罗在卸任总统前一天离开巴西前往美国佛罗里达州。在2023年巴西三权广场遭冲击事件后，部分美国国会议员要求美国政府驱逐博索纳罗。2023年1月10日，博索纳罗发布了一段影片，对2022年巴西大选发出质疑，之后他又删除了該影片。1月13日，巴西最高法院批准了最高检察机关调查博索纳罗的请求。

## 卸任後
2023年3月，博索纳罗返回巴西。2023年3月14日，巴西法院裁定博索纳罗须在5天内上交此前从沙特阿拉伯收到的所有珠宝，并下令对其担任总统期间收到的所有官方礼物进行审计。4月5日，博索纳罗因涉嫌将沙特阿拉伯赠送的价值约1650万雷亚尔的珠宝和手表据为己有，被巴西联邦警察局传唤。
2023年6月30日，博索纳罗被指控在2022年巴西大选前的2022年7月18日滥用职权，邀请外国外交官到其位于首都巴西利亚的住所，错误地声称所使用的電子投票容易受到黑客攻击和欺诈，并从而破坏了巴西民主，巴西最高选举法院因而以5比2的投票结果裁定禁止博索纳罗在2030年前參加总统选举。博索纳罗称此决定为“背刺”，并称他“只是解释了巴西的选举如何进行”，没有批评或攻击选举制度，同时表示他将继续努力推进巴西的右翼政治。
2024年11月21日，巴西联邦警察向巴西最高法院指控博索纳罗及其政府数十名前部长和高级助手為推翻2022年的大选结果而一同策划一场政变。
2025年8月4日，博索納羅因在審前使用手機，違反禁令，法院下令將其軟禁，美國國務院譴責法院的決定。

## 个人健康
2020年3月13日，多个媒体报道稱博索納羅对2019冠狀病毒病測試呈陽性反應，但他在社交媒体上否認有关报道并指自己还在等待第二轮測試结果。在隨後的檢測結果顯示為陰性。6月25日，博索納羅表示，虽然前几次检测结果均为阴性，但自己此前可能已经感染了嚴重急性呼吸綜合症冠狀病毒2型。7月7日，2019冠状病毒病测试呈阳性，得到了其本人证实。2020年7月25日，博索纳罗宣布，他在确诊后的第四次检测中结果呈阴性。
2020年8月下旬，博索納羅宣布将在圣保罗医院接受去除肾结石的手术，不过后来证实他接受的是移除膀胱结石的手术。他在9月1日对住所外的支持者说：“它在膀胱中，比豆子还要大颗。我决定将其取出，因为它可能会伤害膀胱内部。9月25日，博索納羅接受手术移除膀胱结石。巴西通讯部发表声明表示，博索納羅接受低侵入性的「内视镜膀胱碎石术」。声明说：「手术没有出现并发症，膀胱结石已完全移除。病人情况稳定，没有出现发烧或疼痛。」
2021年7月14日，博索纳罗因肠梗阻住院，此次發病是2018年的遇袭旧伤复发。2022年1月3日，再度因為肠梗阻入院。2023年1月9日，博索纳罗发布了一张自己躺在美國佛罗里达州奥兰多医院病床上的照片。他表示在他被刺伤后，自己已经接受了5次手术。

## 外交政策
在2018年總統競選期間，博爾索納羅表示他將對巴西的外交關係做出重大改變，稱“伊塔馬拉蒂需要服務於始終與巴西人民聯繫在一起的價值觀”；他還表示，該國應該停止“讚揚獨裁者”和攻擊美國、以色列和意大利等民主國家。2018年初，他表示其在“對美國、以色列、日本、韓國和中华民国（台湾）五個民主國家的訪問表明了我們將成為什麼樣的人，我們願意加入善良的人”。博索納羅在整個總統競選期間都表現出對中华人民共和国的不信任，聲稱他們“想要購買巴西”，儘管巴西在2018年對中國的貿易順差為200億美元，而中國依然是巴西的第13大外國直接投資來源。博索納羅表示，他希望繼續與中國人開展業務，但他也表示，巴西應該與其他國家“達成更好的經濟交易”，而不是背後的“意識形態議程”。他對中國的立場也被一些解釋為試圖討好川普政府以爭取美國的讓步。不過，博爾索納羅上任後對中國的立場大多發生了變化，在2019年10月訪華期間稱兩國“生而為同行”。他還表示，巴西將置身於正在進行的中美貿易戰之外。
但縱觀其整個任期，博爾索納羅對中國的態度比較反覆，有時候對中國很有戒心，有時候又認為巴西很需要，甚至離不開中國。而在拜登和民主黨上台後，巴美關係轉差，而美國也多次不滿巴西繼續實用中國5G電信設備商華為，同時博爾索納羅曾經表示希望中國進口更多巴西肉類產品。2022年9月7日，中國國家主席習近平禮貌性的祝賀巴西獨立200周年，並與博爾索納羅總統通話。

## 争议

### 言论争议
2020年8月23日，博尔索纳罗在参观大教堂的间隙，巴西O Globo新闻社一名记者问及其妻子涉及挪用公款的丑闻时，他反问对方︰「我想挥拳打你的脸，好吗？」引起两极化反应。巴西媒体O Globo的编辑人员对此立即谴责，形容博尔索纳罗的言论有如恐吓，但他的支持者认为记者问的问题愚蠢。

### 處理2019冠狀病毒病疫情不力
於2019冠狀病毒病大流行初期，當時世界各國進入封鎖以抑制病毒傳播，巴西當時已有不少國民開始湧入醫院，但博爾索納羅竭盡全力淡化病毒的威脅，稱2019冠狀病毒病為「小感冒」，鼓勵群眾進行大規模集會，並且不鼓勵戴口罩及維持社交距離，認為巴西經濟比抗疫更為重要。惟經濟不但沒有改善，更引發通賬和能源飆漲，有記者直言現時有超過1400萬巴西人沒有工作，導致失業率高企，從而在全國各地出現多次示威活動，要求罷免博爾索納羅。在疫苗接種方面，他拒絕在疫情初期為國家取得疫苗的機會，導致疫苗接種進度落後，間接造成9.5萬人死亡。由於其本人曾染疫，他多次在公開場合中表示自己的抗體水平高而拒絕接種疫苗。
2021年10月，一個巴西國會小組針對博爾索納羅對疫情大流行的應對方式，提出大規模謀殺指控，聲稱他為了所謂群體免疫和重振經濟而故意讓新冠病毒席捲巴西全國並導致數十萬人死亡。該小組最初更提出博爾索納羅針對亞馬遜地區土著群體的大規模殺人和種族滅絕罪的指控，大規模感染導致醫院氧氣耗盡，從而在數月內導致了大量患者死亡。
2021年10月24日，博爾索納羅在社交媒體直播中提到，英國有接種兩劑新冠疫苗的人，患愛滋病的速度較預期快，言論引來批評，指他散播假新聞。他於翌日接受電台訪問時反駁，指該輪點是出自去年10月當地一份報道。不過有事實核查機構發現有關報道內容鬆散，同時只是提及由俄羅斯研發的衛星5號疫苗，而這款疫苗亦未獲巴西批准使用，其片段隨後被社交媒體刪除。

### 巴西亞馬遜雨林濫伐
2021年，巴西亞馬遜雨林砍伐飆升22%，達到2006年以來的新高。

### 涉嫌偽造新冠疫苗接種記錄
2023年5月3日，博索納羅被指涉嫌偽造新冠病毒疫苗的接種記錄，以前往美國，巴西警方搜查博索納羅的住所，逮捕其助手，並沒收其手機。博索納羅則否認有關指控。

## 评價
2021年，非政府组织「無國界記者」將博索纳罗列入「新聞自由掠奪者」名單。